# Rawez Lawan
Rawez Lawan (* 4. Oktober 1987) ist ein ehemaliger schwedischer Fußballspieler.
Der Stürmer spielte in seiner aktiven Karriere in Schweden und Dänemark, wo er mit dem FC Nordsjælland zweimal Pokalsieger und 2012 Landesmeister wurde. In Schweden lief er für Malmö FF, IFK Norrköping und Dalkurd FF in insgesamt 75 Spielen in der Allsvenskan auf.
Lawan durchlief ab 2004 verschiedene schwedische Juniorenauswahlen des Svenska Fotbollförbundet, dabei bestritt er zwischen 2007 und 2008 sieben Spiele für die U-21-Auswahlmannschaft. Eine Turnierteilnahme blieb ihm dabei verwehrt.

## Werdegang

### Jugend und erste Spiele im schwedischen Profifußball
Lawan begann mit dem Fußballspielen bei Kvarnby IK. 2003 wechselte er in die Jugendabteilung von Malmö FF. In der Spielzeit 2005 debütierte der Nachwuchsspieler in der Erstligamannschaft des Traditionsvereins und kam auf fünf Erstligaeinsätze. Zudem kam er im August des Jahres beim Qualifikationsspiel zur UEFA Champions League gegen den Schweizer Vertreter FC Thun zu einem Kurzeinsatz, als er in der 88. Spielminute für Jari Litmanen eingewechselt wurde. Auch in seinem zweiten Jahr in der Profimannschaft von MFF konnte er sich nicht durchsetzen und nach zwei Einsätzen als Einwechselspieler verließ er nach der halben Spielzeit im Sommer den Klub.

### Jahre in Dänemark mit Titelgewinnen
Wie viele junge schwedische Talente wie Edin Cakovic, Ken Fagerberg oder Marcus Pode suchte Lawan sein Glück in Dänemark. Am 13. August 2006 debütierte er für den AC Horsens in der Superliga und konnte sich beim 1:1-Unentschieden gegen Esbjerg fB direkt als Torschütze feiern lassen. Zunächst kam er auch in Dänemark nur unregelmäßig zum Einsatz, dennoch wurde er im Frühjahr 2007 in die schwedische U21-Auswahl berufen. Bei seinem Debüt am 27. März des Jahres ersetzte er bei der 1:2-Niederlage gegen die U21-Auswahl Maltas in der zweiten Halbzeit Joakim Sjöhage. In der Spielzeit 2007/08 konnte sich Lawan einen Stammplatz im Sturm erkämpfen und trug mit acht Saisontoren zum fünften Tabellenplatz seines Arbeitgebers bei.
Zur Saison 2009/10 wechselte Lawan zum FC Nordsjælland. An den ersten Spieltagen noch Ersatzmann, überzeugte er alsbald Trainer Morten Wieghorst und erzielte bis zur Winterpause sieben Tore. Nachdem er jedoch anschließend ohne Torerfolg geblieben war, verlor er seinen Stammplatz und kam zeitweise lediglich als Einwechselspieler zum Einsatz. Als der Klub im Sommer das Endspiel um den dänischen Pokal erreichte, war er beim 2:0-Finalsieg über den FC Midtjylland nach Verlängerung nicht Teil der Siegesmannschaft. Auch in den folgenden Jahren wankte er zwischen Startelf und Ersatzbank, bei der Neuauflage der Vorjahrespartie im Pokalfinale 2011 gehörte er dieses Mal zur Startformation. Beim 3:2-Sieg brachte er seine Farben mit zwei Toren jeweils in Führung, in der Nachspielzeit erzielte Søren Christensen den spielentscheidenden Treffer. In der Spielzeit 2011/12 stand er lediglich bei elf seiner 27 Saisoneinsätze bei Anpfiff auf dem Spielfeld, an der Seite von Michael Parkhurst, Mikkel Beckmann und Nicolai Stokholm blieb er jedoch in der Erfolgsspur und gewann den dänischen Meistertitel.

### Rückkehr nach Schweden, zwischen Allsvenskan und Superettan
Nachdem Lawan auch zu Beginn der folgenden Halbserie keine Stammkraft gewesen war, entschied er sich im Winter zum Vereinswechsel. Im Januar 2013 unterzeichnete er einen Drei-Jahres-Vertrag beim schwedischen Klub IFK Norrköping. Anfangs noch Stammspieler, rückte er in der Spielzeit 2015 ins zweite Glied und bestritt 20 seiner 21 Saisoneinsätze als Einwechselspieler.
Im Januar 2016 unterzeichnete er einen Ein-Jahres-Vertrag beim schwedischen Klub Dalkurd FF. Hier war er auf Anhieb Stammspieler und verpasste mit dem Aufsteiger als Tabellenvierter mit einem Punkt Rückstand auf Halmstads BK nur knapp die Relegationsspiele. Daraufhin verlängerte der Klub im Oktober des Jahres seinen Vertrag um zwei Spielzeiten. Am Ende der Zweitliga-Spielzeit 2017 stieg die Mannschaft als Vizemeister in die Allsvenskan auf, mit neun Saisontoren hatte er als zweitbester vereinsinterner Torschütze hinter Zweitliga-Torschützenkönig Richard Yarsuvat entscheidenden Anteil. Vor Beginn der ersten Erstliga-Spielzeit des Klubs kam es zu einer erneuten Vertragsverlängerung, das neue Arbeitspapier erstreckte sich bis Ende 2020. In der Spielzeit 2018 kämpfte der Klub insbesondere mit den Mitaufsteigern IF Brommapojkarna und Trelleborgs FF um den Klassenerhalt, letztlich fehlten am Saisonende zwei Punkte auf den Relegationsplatz. Dabei hatte Lawan noch einmal in 21 Partien im Oberhaus mitgewirkt, stand dabei aber nur noch in 13 Spielen in der Startformation. Nach dem Abstieg lief er in der Zweitliga-Spielzeit 2019 wieder vermehrt als Stammspieler auf, als Tabellenachter landete der Klub im mittleren Tabellenbereich. Nachdem aufgrund der COVID-19-Pandemie der Spielbetrieb im Frühjahr zunächst pausierte, blieb er bis Sommer 2020 ohne Spieleinsatz für den Klub.
Ende Juli 2020 löste Lawan seinen Vertrag bei Dalkurd FF vorzeitig. Kurze Zeit später unterzeichnete er einen Kontrakt beim Drittligisten Vasalunds IF, für den er im August direkt auflief. Im Herbst 2020 begann er seine Trainerausbildung in einem Intensivlehrgang des Svenska Fotbollförbundet für langjährige Spieler, in dem er an der Seite von Spielern wie unter anderem Andreas Isaksson, Johan Elmander, Stefan Ishizaki, Tobias Hysén und der vormaligen deutschen Nationalspielerin Anja Mittag die höchste Trainerlizenz der UEFA (UEFA Pro-Level) anstrebte.